# Monastère de Ghélati
Le monastère de Ghélati (en géorgien : გელათი) se trouve près de Koutaïssi dans la région d'Iméréthie dans l'ouest de la Géorgie. Il fut fondé en 1106 par le roi David IV de Géorgie qui y est enterré.
Le monastère fut longtemps l'un des grands centres culturels et intellectuels de la Géorgie. Il était le siège d'une académie réunissant plusieurs des plus éminents scientifiques, théologiens et philosophes du pays ; beaucoup d'entre eux avaient travaillé dans des monastères étrangers ou à Constantinople. Parmi eux on trouve Arsène d'Ikaltho et Ioané Petritsi.
Bâti par les habitants du monastère eux-mêmes, on l'appela à l'époque « la nouvelle Athènes » et « le second Athos ».
On y trouve aujourd'hui beaucoup de peintures murales et de manuscrits datant du XIIe au XVIIe siècle.

## Patrimoine mondial
En 1994, l'UNESCO l'ajoute à la liste du patrimoine mondial, conjointement avec la proche cathédrale de Bagrati. Le site est placé en 2010 sur la liste du patrimoine mondial en péril et en est retiré en 2017, en même temps qu'il est disjoint par l'UNESCO de la cathédrale de Bagrati, exclue elle définitivement de la liste du patrimoine mondial car dénaturée par un programme de restauration. 

## Situation
Le monastère de Ghélati est situé à onze kilomètres au nord-est de Koutaïssi, à mi-hauteur d'une colline au pied de la chaîne du Ratcha, à l'entrée d'une vallée.

## Histoire
Le roi David le Reconstructeur fonda en 1106 la première église ainsi que l'académie. Cette dernière devint, avec celle d'Ikalto, l'une des deux plus importantes de Géorgie au Moyen Âge et plusieurs rois de Géorgie y sont enterrés : David le Reconstructeur lui-même, Démétrius Ier, Bagrat III, Georges III ainsi que la reine Tamar.
Dans la voûte du narthex, la Croix est représentée portée par les anges, c'est L'Ascension ou l'Élévation de La Croix représentation très fréquente dans les églises géorgiennes.
Le monastère fut incendié par les Turcs en 1510 mais reconstruit par le roi Bagrat III et devint le siège du patriarcat de Géorgie occidentale, gardant ce statut jusqu'à l'annexion russe au début du XXe siècle. En 1922, les bolcheviks expulsèrent les moines et il fallut attendre 1988 pour que Ghélati abrite à nouveau une communauté monastique.
Le monastère de Ghélati avait conservé, malgré les destructions survenues, d'anciens manuscrits et des icônes précieux qui sont désormais mis à l'abri dans le musée des arts de Tbilissi et le musée d'histoire et d'ethnographie de Koutaïssi.

## État actuel[Quand?]
Si les habitations des moines ainsi que l'académie sont en ruines, par contre les églises sont bien préservées :
- l'église de la Sainte-Vierge, église principale, dont certaines parties datent de la fondation en 1106, a conservé des fresques  et une mosaïque du XIIe siècle ;
- l'église Saint-Nicolas, plus petite, date du XIVe siècle ;
- l'église Saint-Georges est la plus ancienne car antérieure à la fondation du monastère, construite par le roi Démétrius Ier, et a conservé des fresques du XVIe siècle ;
- un clocher, séparé des églises comme c'est la tradition en Géorgie, date du XVIe siècle.

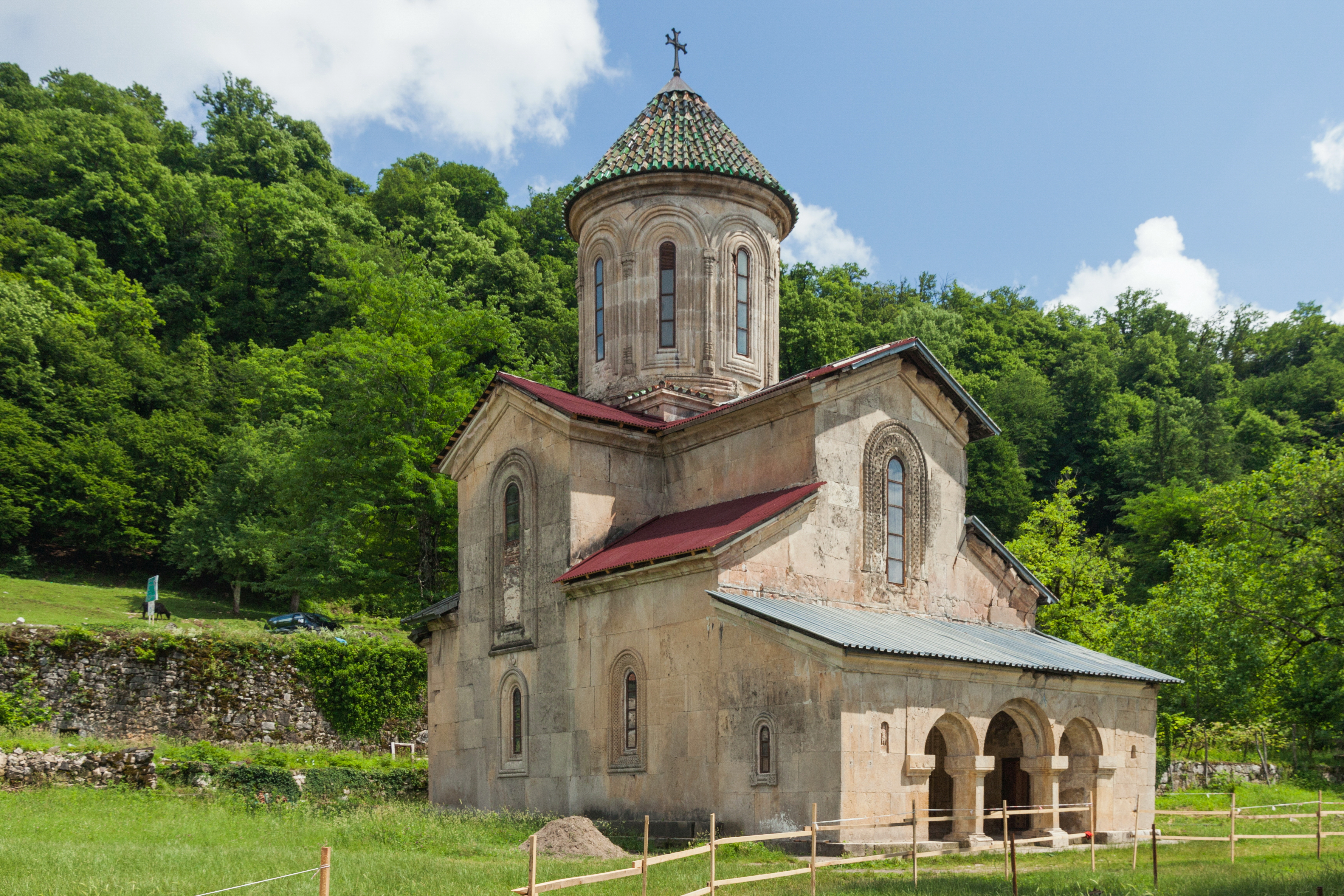
Église Saint George
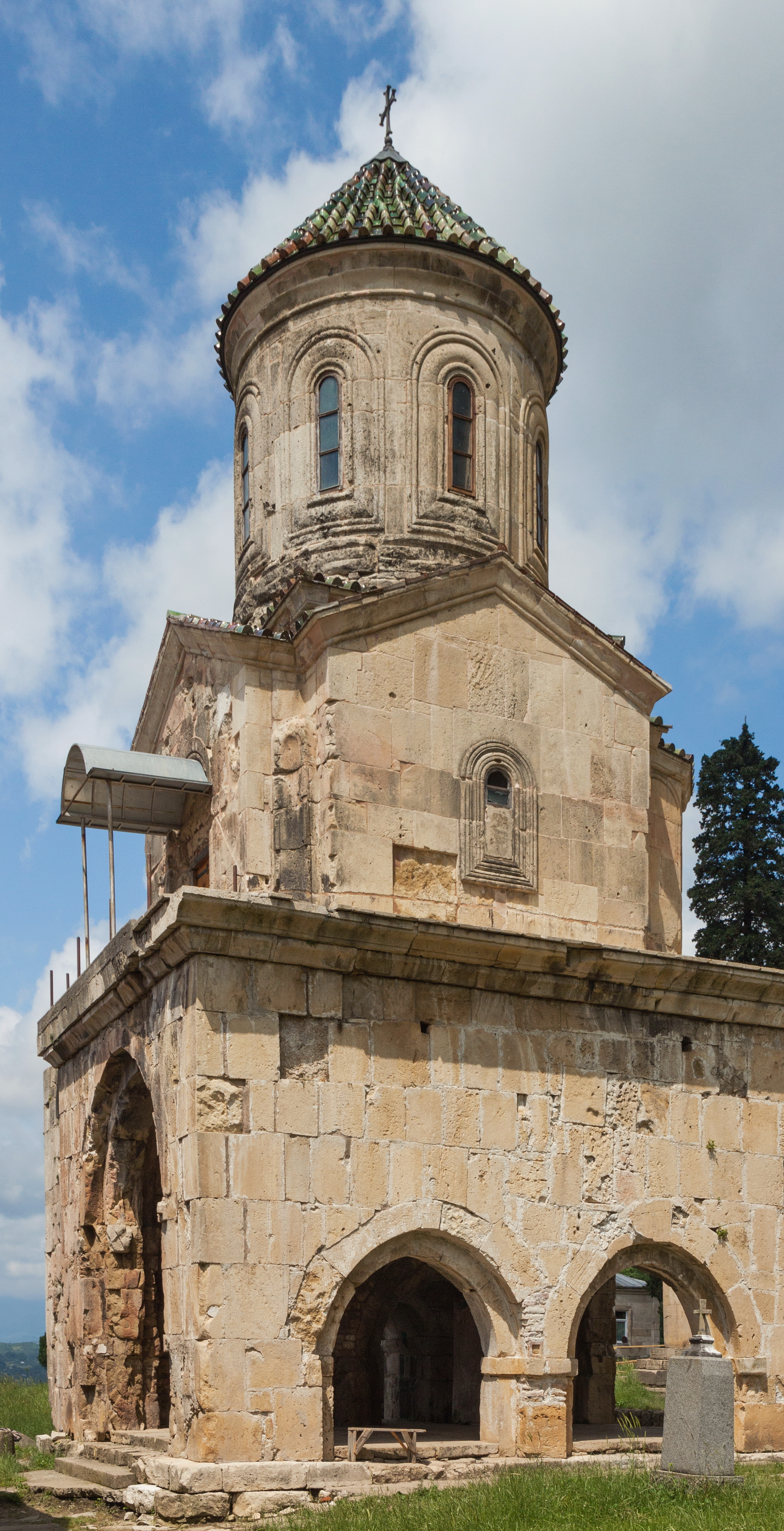
Église Saint-Nicolas
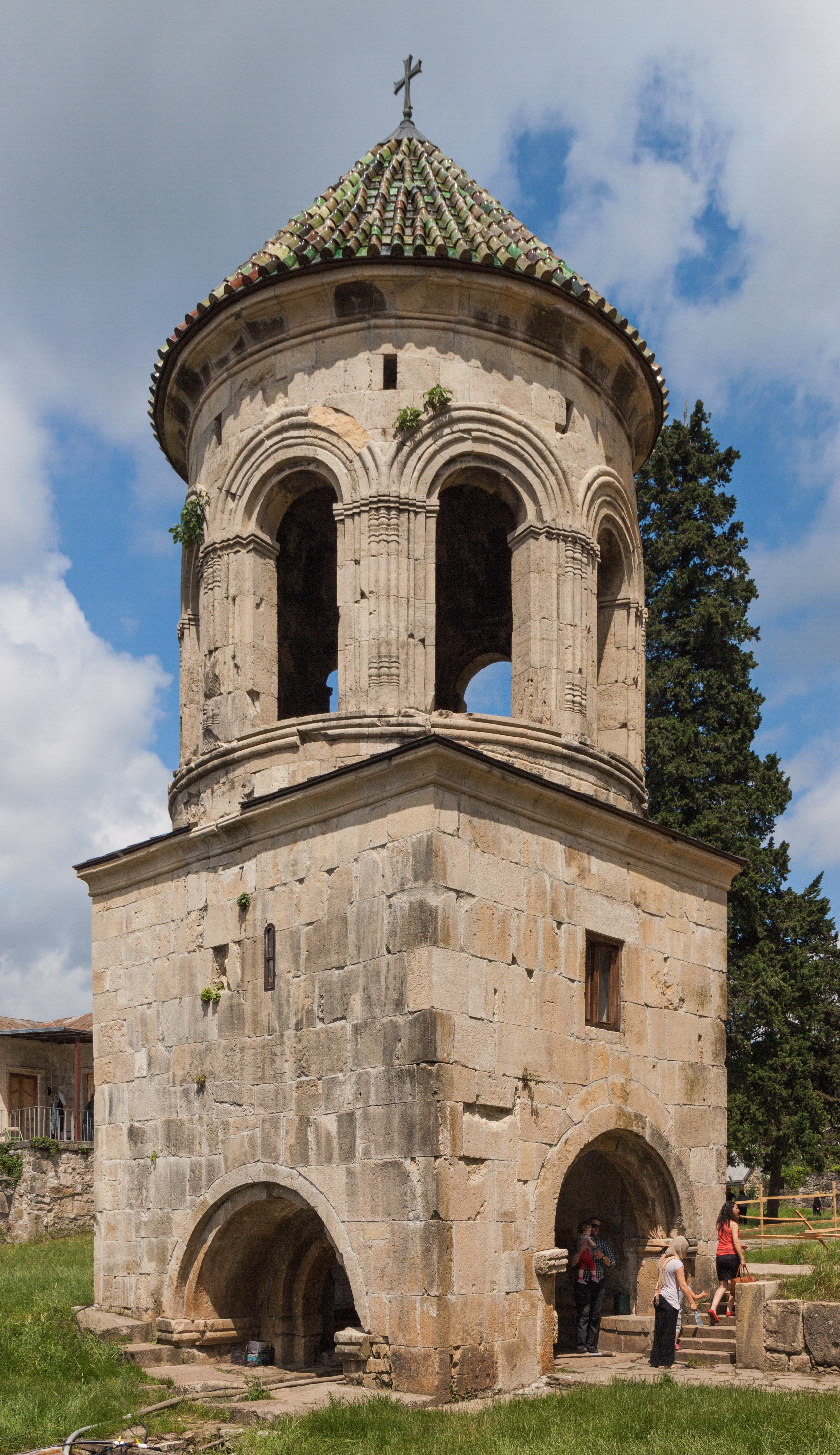
Beffroi
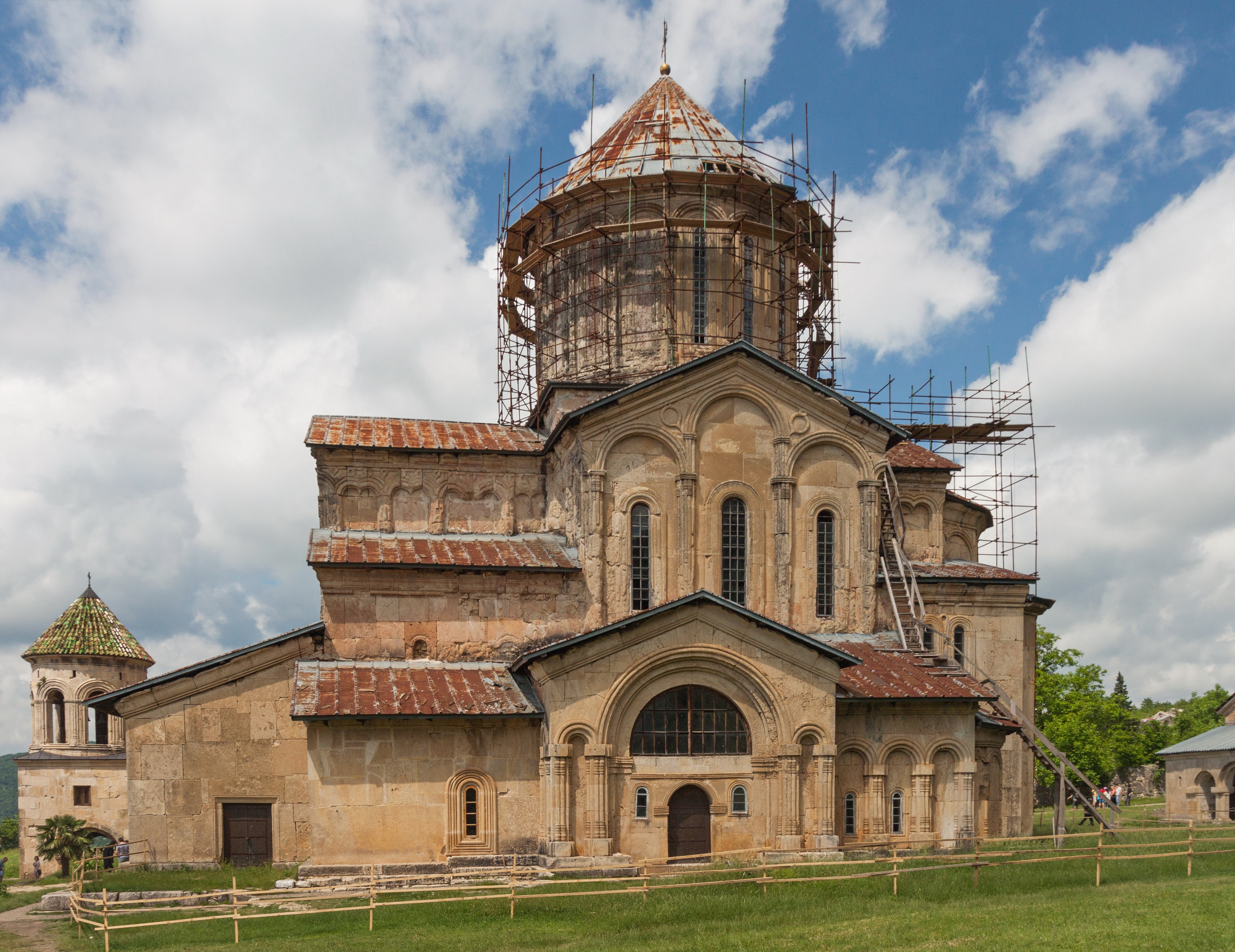
Cathédrale de la Nativité de la Vierge
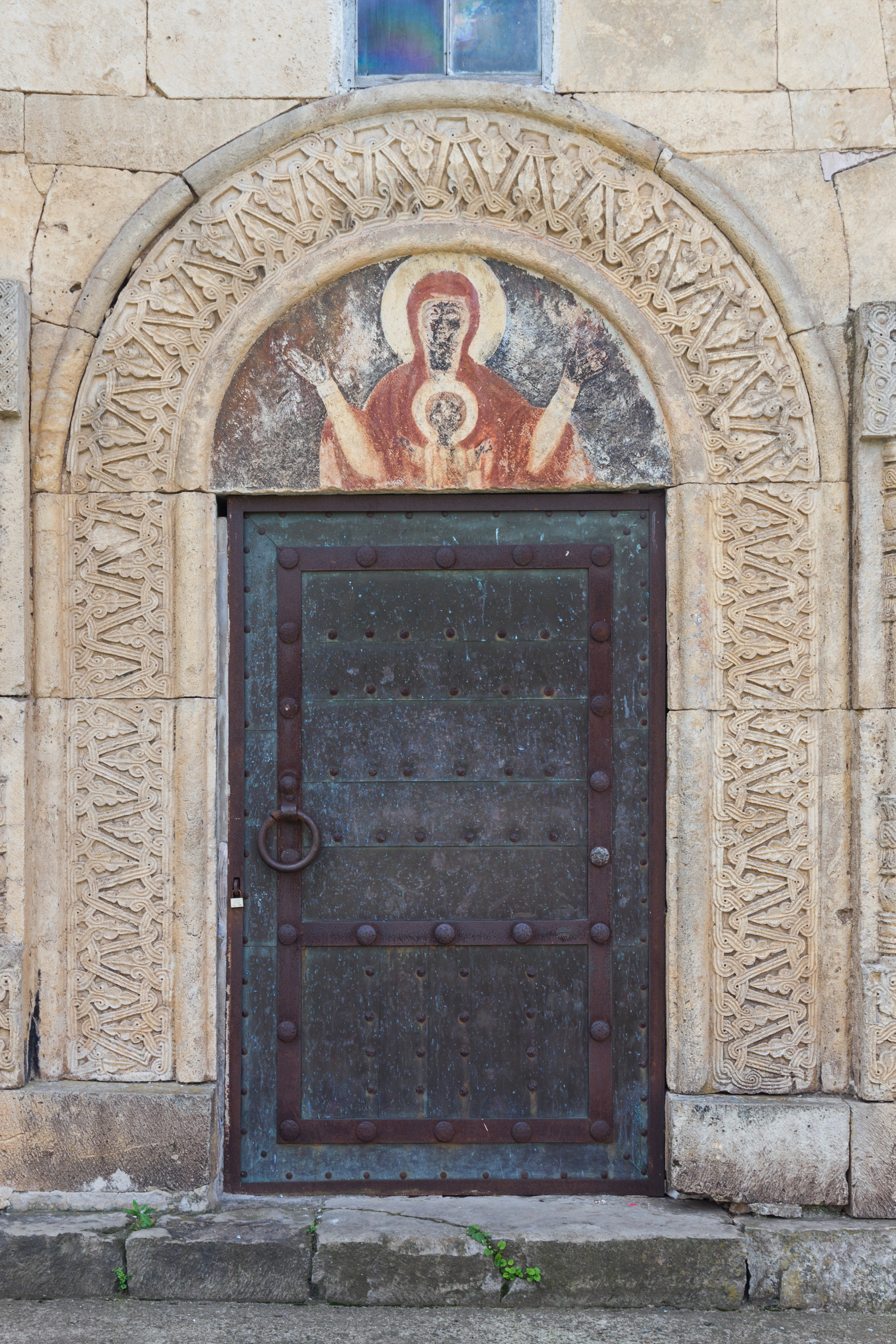
Portail de la cathédrale
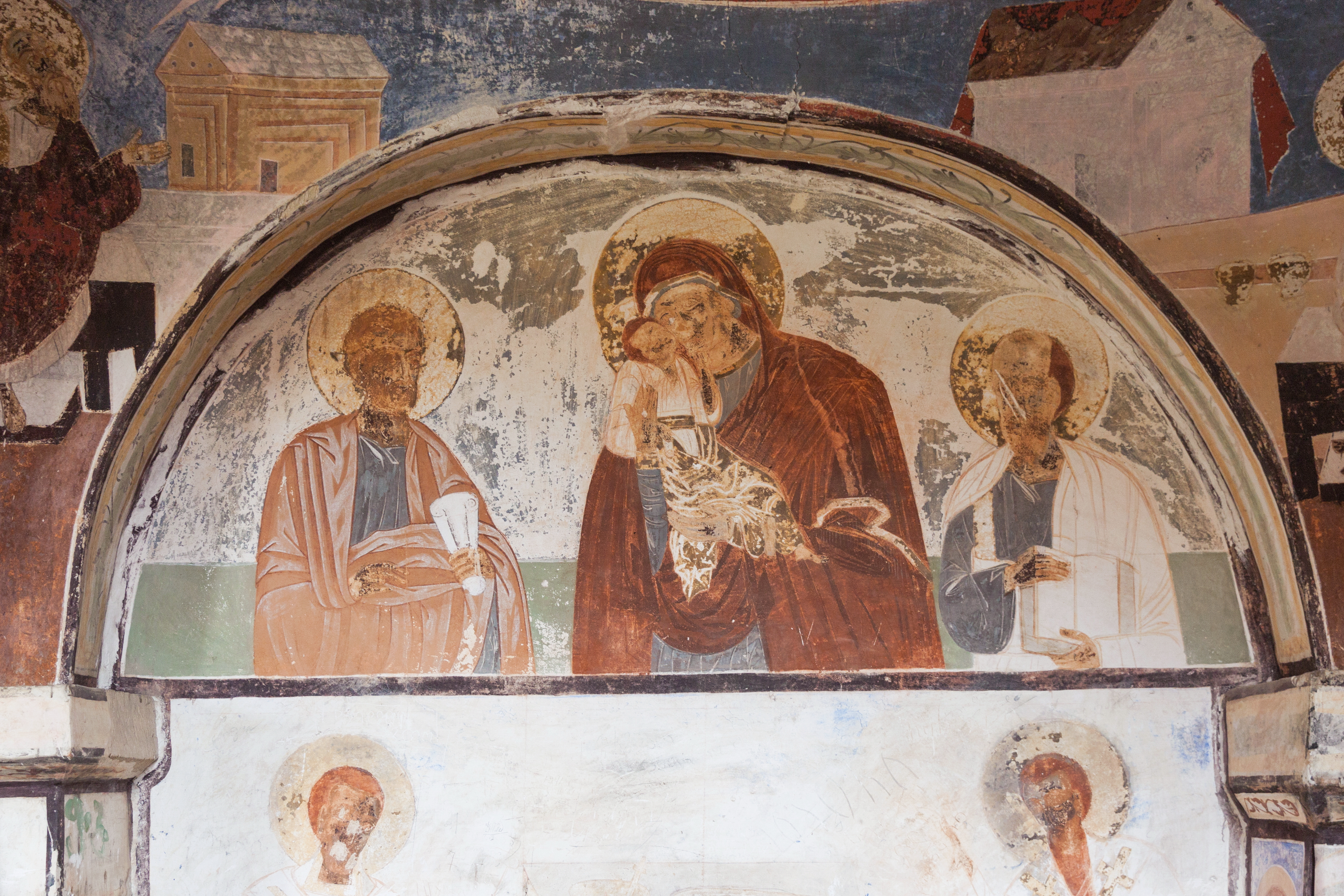
Fresques de la cathédrale
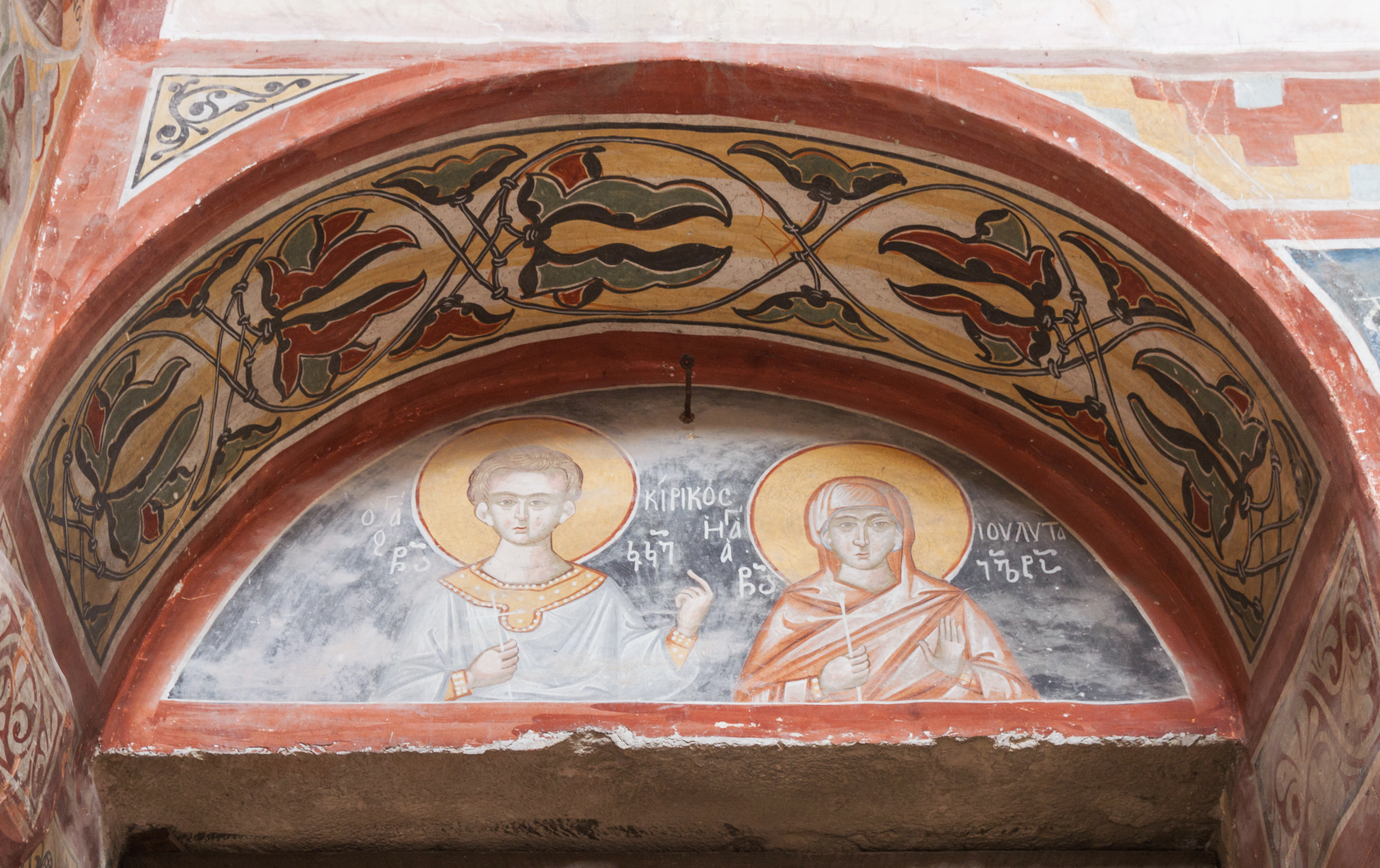
Fresques de la cathédrale